# Aphrophora alni
Espèce
Aphrophora alni, le cercope de l'aulne, est une espèce de petits insectes hémiptères de la famille des Aphrophoridae

## Description
Long de 9 à 10 mm. Son pronotum présente une crête centrale.

## Répartition
Très commun en Europe.

## Biologie
Il vit sur les arbres tel que l'aulne, le peuplier ou le saule. Adulte de juin à septembre, il fabrique une écume pour entourer ses œufs : le crachat de coucou. Les larves se nourrissent de sève et continuent de fabriquer de l'écume pour se dissimuler et se protéger.

## Galerie

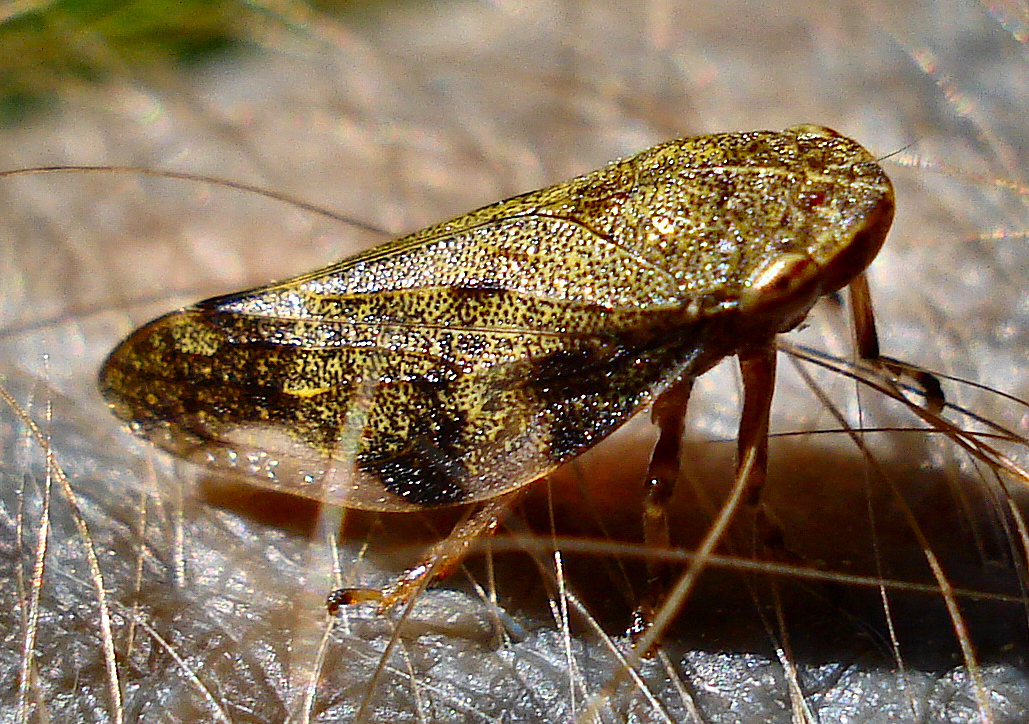
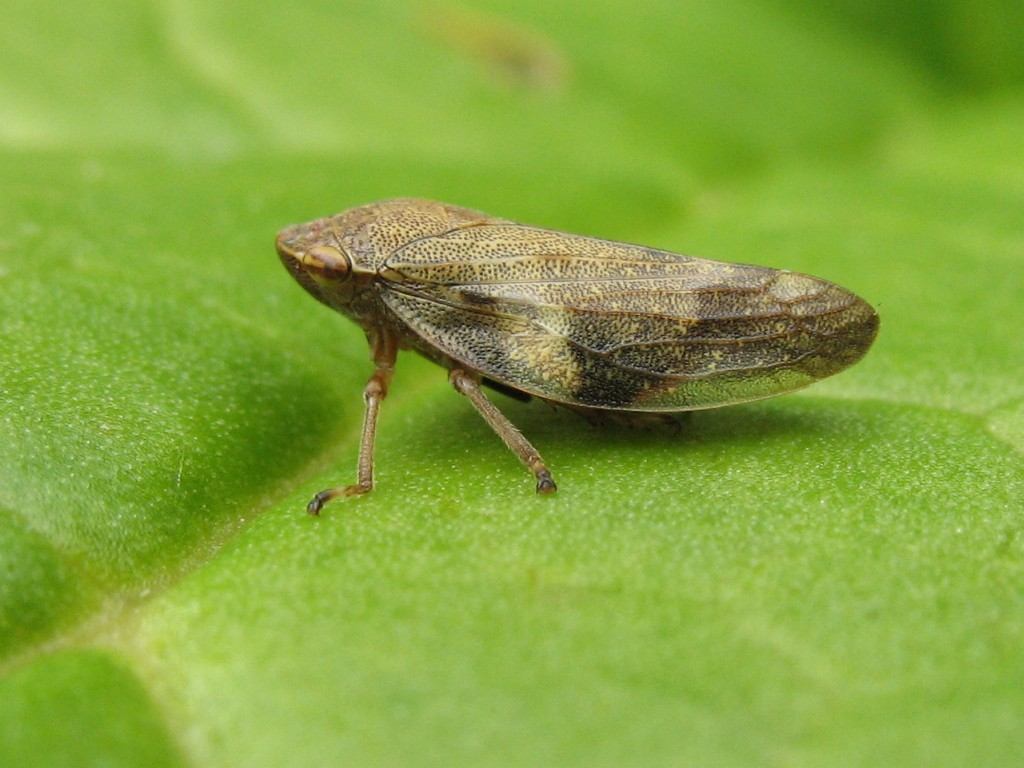

## Synonymie
- Trigophora cincta (Thunberg)[2]